# Katarzyna Onyszkiewiczowa
Katarzyna Onyszkiewiczowa, également connue sous les noms de Katarzyna Kikierczuk, Kasia Koczerczuk, Klotylda Koczerczuk, Ksawera Onyszkiewicz, Heńka Onyszkiewiczowa, Joanna Topolnicka et Ksenia Unyszkiewicz, surnommée « Femme démoniaque » (en polonais : Demon Kobiecy) par la presse de l'époque est une empoisonneuse, criminelle et tueuse en série galicienne née vers 1840 à Tchernivtsi et morte le 9 mars 1895.
Elle est principalement active dans la Galicie autrichienne dans la seconde moitié du XIXe siècle.

## Biographie

### Jeunesse
De nombreux faits concernant la vie d'Onyszkiewiczowa sont incertains. Elle est probablement originaire de Tchernivtsi, dans le nord de la Bucovine. Elle naît dans un milieu paysan, de confession gréco-catholique. Son père s'appellerait Jan Onyszkiewicz et sa mère Marynia. Dans sa jeunesse, elle gagne probablement sa vie en faisant de la couture. On ne sait pas quel était son véritable nom. Selon les lieux, elle utilise des noms et des prénoms différents. Elle entre dans l'histoire sous le nom de Katarzyna Onyszkiewiczowa,.

### Activité criminelle
Elle est jugée pour la première fois en 1858 à Chernivtsi pour vol et est condamnée à 6 mois d'emprisonnement. Un an plus tard, à Sniatyn, elle est condamnée à 20 flagellations, également pour vol,.
Son mode opératoire consiste à aller de village en village, en se faisant passer pour une commerçante ou une nonne, et à demander l'hospitalité. Elle donne ensuite à ses hôtes peu méfiants un bouillon somnifère, parfois directement mortel (probablement composé d'herbes comme la stramoine, la ciguë vireuse ou la jusquiame noire), qui provoque non seulement un sommeil médicamenteux, mais aussi des hallucinations, des vomissements, des convulsions et des difficultés respiratoires. Lorsque les victimes perdaient connaissance, elle les dépouille de leurs objets de valeur et saccage leur maison, puis quitte les lieux. Elle attaque à nouveau à plusieurs kilomètres de là, sous un nouveau nom et un nouveau déguisement.
Pendant des années, elle rôde en Galicie et en Bukowina, devenant l'une des criminelles les plus sinistres de l'histoire. Elle s'en prend principalement aux habitants de son propre État. Ses victimes sont principalement des hommes. On ne sait pas combien de personnes elle tue réellement,. Au fil des ans, elle est condamnée pour trois meurtres lors de deux procès distincts (1869 et 1872),.
En 1869, à Ivano-Frankivsk, elle est jugée pour la première fois pour meurtre et est condamnée à dix ans d'emprisonnement ; elle doit purger sa peine dans la prison pour femmes du couvent de Sainte-Marie-Madeleine à Lviv, mais après moins d'un an, elle s'en évade le 9 juillet 1870 à 6 h du matin, en compagnie d'une autre détenue, Barbara Woźna, originaire de Lubień,.
La même année, le 7 novembre, elle est retrouvée et capturée à Cracovie par le commissaire de Lviv, Meidinger, et son assistant, Millet, d'où elle est renvoyée à Lviv et condamnée à 10 ans de prison supplémentaires, pour deux autres meurtres commis par empoisonnement. Dans la nuit du 2 au 3 septembre 1879, elle réussit à nouveau à s'échapper. Elle est à nouveau capturée le 18 septembre de la même année, cette fois à Monastyryska,.

### Dernier procès et mort
Son dernier procès a lieu à Lviv en février 1880 et suscite un grand intérêt. Des foules se rassemblent devant le palais de justice et les médias de l'époque rendent compte en détail des débats,,.
« Patrząc na nią, przychodzą na myśl nocne orgie na Łysej Górze. W wiekach średnich spławiono by ją niezawodnie »
— correspondant pour la Biesiada Literacka

« En la regardant, on pense aux orgies nocturnes du Mont Chauve. Au Moyen-Âge, elle aurait flotté en toute sécurité... »
Le tribunal la condamne à dix ans de prison, peine qui s'ajoute aux précédentes. En mai 1883, elle tente à nouveau de s'évader en mettant le feu à la prison, mais son projet échoue,,. L'empoisonneuse galicienne meurt derrière les barreaux de la prison Sainte-Marie-Madeleine de Lviv le 9 mars 1895,.